# Patentlijst
Een patentlijst of patentregister is een lijst van beoefenaren van een zelfstandig beroep, zoals fabrikeurs, ambachtslieden, fabrikanten en dergelijke.
In 1805 werd in het door Napoleon bezette deel van Europa het patentrecht ingesteld. Beoefenaren van vrije beroepen moesten toen een patent of vergunning aanvragen om hun bedrijf te mogen uitoefenen. Om een vergunning te verwerven moest uiteraard betaald worden.
De hieruit voortvloeiende patentlijsten kunnen gezien worden als een soort tellingen, waarbij ook de bedrijfsgrootte werd genoteerd. Ze zijn een bron van informatie voor de beoefenaren van de economische geschiedenis.
Tegenwoordig moet een bedrijf ingeschreven staan bij de Kamer van Koophandel of een soortgelijke instelling. Statistische bureaus, zoals het Centraal Bureau voor de Statistiek in Nederland, leveren tegenwoordig de kerncijfers die voor de nationale bedrijvigheid van belang zijn.